# Oxford (Michigan)
Pour les articles homonymes, voir Oxford (homonymie).
Oxford est un village du comté d'Oakland, aux États-Unis situé dans l'État du Michigan.   
Situé à environ 48,2 km au nord de Détroit, c'est une banlieue nord de la région métropolitaine de Détroit.

## Géographie
Le village est situé dans le canton d'Oxford. 

## Population
La population comptait 3 436 habitants au recensement de 2010. 

## Éducation

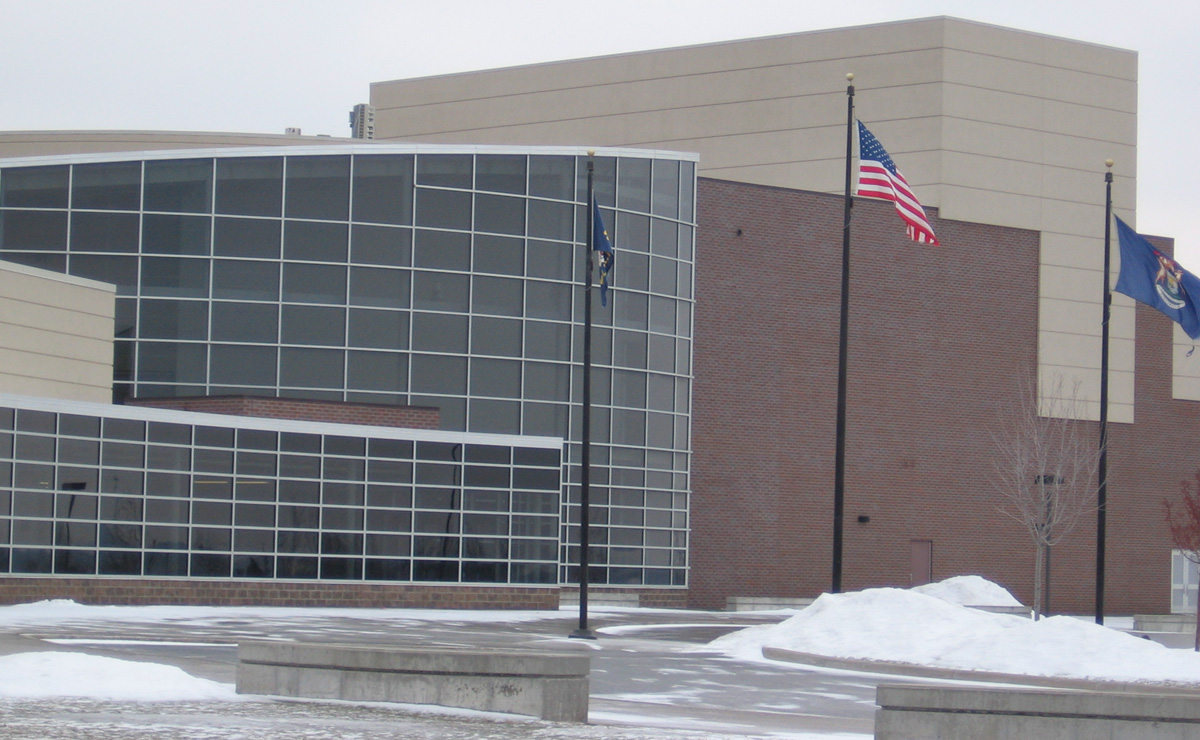
Entrée du lycée d'Oxford.

Le village d'Oxford abrite le district scolaire d'Oxford Community Schools. Le district compte neuf écoles.

## Personnalités liées à Oxford
- Brace Beemer, acteur qui a joué le personnage de Lone Ranger à la radio de 1941 à 1953, a pris sa retraite et a élevé des chevaux pur-sang dans son ranch de 300 acres, le Paint Creek Acres, jusqu'à sa mort en 1965.
- Nathan Gerbe, joueur de la LNH, né à Oxford, joue actuellement pour les Blue Jackets de Columbus de la Ligue nationale de hockey.
- Josh Norris, joueur de la LNH, né à Oxford, joue actuellement pour les Sénateurs d'Ottawa de la Ligue nationale de hockey.